# GIF (ген)
GIF (англ. Gastric intrinsic factor) – білок, який кодується однойменним геном, розташованим у людей на короткому плечі 11-ї хромосоми. Довжина поліпептидного ланцюга білка становить 417 амінокислот, а молекулярна маса — 45 416.
| 10         |  | 20         |  | 30         |  | 40         |  | 50         |
| ---------- |  | ---------- |  | ---------- |  | ---------- |  | ---------- |
| MAWFALYLLS |  | LLWATAGTST |  | QTQSSCSVPS |  | AQEPLVNGIQ |  | VLMENSVTSS |
| AYPNPSILIA |  | MNLAGAYNLK |  | AQKLLTYQLM |  | SSDNNDLTIG |  | QLGLTIMALT |
| SSCRDPGDKV |  | SILQRQMENW |  | APSSPNAEAS |  | AFYGPSLAIL |  | ALCQKNSEAT |
| LPIAVRFAKT |  | LLANSSPFNV |  | DTGAMATLAL |  | TCMYNKIPVG |  | SEEGYRSLFG |
| QVLKDIVEKI |  | SMKIKDNGII |  | GDIYSTGLAM |  | QALSVTPEPS |  | KKEWNCKKTT |
| DMILNEIKQG |  | KFHNPMSIAQ |  | ILPSLKGKTY |  | LDVPQVTCSP |  | DHEVQPTLPS |
| NPGPGPTSAS |  | NITVIYTINN |  | QLRGVELLFN |  | ETINVSVKSG |  | SVLLVVLEEA |
| QRKNPMFKFE |  | TTMTSWGLVV |  | SSINNIAENV |  | NHKTYWQFLS |  | GVTPLNEGVA |
| DYIPFNHEHI |  | TANFTQY    |  |            |  |            |  |            |

A: Аланін

C: Цистеїн

D: Аспарагінова кислота

E: Глутамінова кислота

F: Фенілаланін

G: Гліцин

H: Гістидин

I: Ізолейцин

K: Лізин

L: Лейцин

M: Метіонін

N: Аспарагін

P: Пролін

Q: Глутамін

R: Аргінін

S: Серин

T: Треонін

V: Валін

W: Триптофан

Кодований геном білок за функцією належить до фосфопротеїнів. 
Задіяний у таких біологічних процесах, як транспорт іонів, транспорт, альтернативний сплайсинг. 
Білок має сайт для зв'язування з кобальтом. 
Секретований назовні.